# Giãn vỡ tĩnh mạch thực quản
Giãn vỡ tĩnh mạch thực quản (đôi khi viết thực quản varix, hoặc thực giãn tĩnh mạch) là tình trạng  tĩnh mạch dưới niêm mạc thực quản một phần ba dưới rất giãn. Đây thường là hậu quả của tăng áp lực tĩnh mạch cửa do bệnh xơ gan; người bị giãn tĩnh mạch có nguy cơ cao chảy máu tiêu hóa. Bệnh giãn tĩnh mạch thực quản thường chẩn đoán thông qua một nội soi thực quản - dạ dày - tá tràng.

## Bệnh sinh

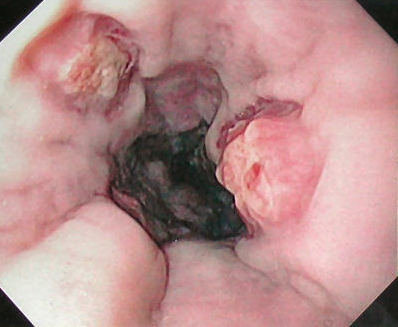
Giãn tĩnh mạch thực quản sau vỡ ngày, hình thành ổ loét ở vị trí vỡ

Hai phần ba trên thực quản được dẫn lưu qua các tĩnh mạch thực quản, mà mang máu nghèo oxy từ thực quản đến tĩnh mạch đơn, sau đó đổ trực tiếp vào tĩnh mạch chủ trên. Những tĩnh mạch này không liên quan đến bệnh giãn tĩnh mạch thực quản. Đoạn thực quản một phần dưới được dẫn lưu bởi tĩnh mạch dưới niêm mạc thực quản niêm mạc về  tĩnh mạch vị trái sau đó đổ trực tiếp vào tĩnh mạch cửa. Những tĩnh mạch  dưới niêm mạc (bình thường, chỉ có đường kính khoảng 1 mm) phình to lên đến 1–2 cm khi tăng áp lực tĩnh mạch cửa.
Bình thường áp lực tĩnh mạch cửa cao khoảng 9mmHg so với áp lực tĩnh mạch chủ dưới là khoảng 2 đến 6mmHg. Điều này tạo ra một chênh lệch áp lực bình thường từ của 3 đến 7mmHg. Nếu áp lực tĩnh mạch cửa tăng trên 12mmHg sự chênh lệch này tăng lên đến từ 7 đến 10mmHg. Chênh lệch cao hơn 5mmHg được coi là tăng áp lực tĩnh mạch cửa. Chênh lệch lớn hơn 10mmHg thì máu chảy qua hệ thống tĩnh mạch của được chuyển từ gan vào các khu vực có áp lực thấp hơn. Hiện tượng này gây ra tuần hoàn bàng hệ xuất hiện ở một phần ba dưới thực quản, bụng, dạ dày, và trực tràng. Các mạch máu nhỏ ở các khu vực này trở to hơn, mỏng hơn và giống như suy giãn giãnh mạch chân.